# Équipe Média
 (mai 2019).
Équipe Media, parfois cité comme Equipo Mediático, est une agence de presse du Sahara occidental apparue en 2009 et qui couvre le Sahara Occidental occupé. Parmi ses buts, ils parlent de rompre le blocage informatif que le Royaume du Maroc exercerait au Sahara occidental. Son président est Ettanji Ahmed.
L'agence représente une équipe de 25 personnes. Six de ses membres ont été détenus au Maroc dont quelques-uns ont reçu des condamnations d'emprisonnement à perpétuité,,,. Ils diffusent en 2017 le documentaire 3 Stolen Cameras en coproduction avec RåFILM qui reçut le prix du meilleur court-métrage documentaire au festival DOK Leipzig,. En 2019, ils reçurent le Prix journalistique international Julio Anguita Parrado décerné par l'Union des journalistes d'Andalousie.
Ils commencent leur travail en 2009, dans le contexte du cessez-le-feu de 1991 et de l'intifada pacifique de 2005. Depuis, ils ont fait la couverture d'information de manifestations et autres actions qui n'apparaissent pas dans la presse marocaine, en s'appuyant notamment sur des plateformes comme Facebook ou Twitter pour diffuser leur contenu. Le gouvernement marocain, quant à lui, s’efforce de les empêcher d'enregistrer.